# Poslednji smeh (strip)
Poslednji smeh je strip epizoda Dilan Doga objavljena u Srbiji u svesci #197. u izdanju Veselog četvrtka. Na kioscima se pojavila 16. marta 2023. Koštala je 350 din (2,9 €; 3,3 $). Imala je 94 strane.

## Originalna epizoda
Originalna epizoda pod nazivom L'ultima risata objavljena je premijerno u #406. regularne edicije Dilana Doga u Italiji u izdanju Bonelija. Izašla je 30. juna 2020. Koštala je 4,4 €. Scenario je napisao Roberto Rekioni, a epizodu nacrtao Korado Roi. Naslovnu stranu nacrtao Điđi Kavenađo.

## Kratak sadržaj
Tragajući za serijskim ubicom (vidi #196 Ubica), Dilan sa Njagijem stiže do senatorijuma Harleč. Ulazeći, Dilan javlja Bloku da veruje da je upravnik senatorijuma ubica. Da bi došao do upravnika, Dilan uz pomoć Njagija mora da savlada nekolicinu pacijenata, koji izlaze da ga spreče. Sa mnogima od njih, za koje izgleda kao da ih poznaje odavno, Dilan lako nalazi zajednički jezik. Kada na kraju dolazi do kancelarije upravnik, na tom mestu zatiče Gruča. Gručo ubija Njagija, ali Dilan i dalje ne uspeva da se obračuna s njim. Na kraju, Gručo mu predlaže da izaberu novi univerzum u kome će Gručo ponovo biti njegov pomoćnik. Poslednja scena ponovo prikazuje Dilana kao istraživača noćnih mora sa Gručom kao pomoćnikom u trenutku kada na njegova vrata zakuca prvi novi klijent.

## Dilan Dog 666 - Post-meteorski ciklus
Ovo je šesta i poslednja sveska post-meteorskog ciklusa, kojim je resetovan serijal. Prvih šest epizoda serijala vodi se pod nazivom Dilan Dog 666. Tih prvih šest epzioda su prerađene verzije prvih šest epizoda koje su u Italiji objavljene 1986. godine. Prvih pet epizoda ciklusa predstavljalo je delimičnu preradu prvih pet epizoda Dilan Doga. Ova epizoda, međutim, ne predstavlja preradu 6. epizode Demonska lepota, koja je u bivšoj Jugoslaviji objavljena 1987. godine.

## Promene u multiverzumu
Iako je najavljeno da će prvih šest epizoda predtsvaljati doživljaje iz paralelnog univerzuma, već od ovog broja primćuje se kako stari Dilan komunicira sa sadašnjim Dylanom iz ciklusa 666. Rekioni je u jednom intervjuu to ovako objasnio: "Komponenta multiverzuma, odnosno mnogi Dilani koji koegzistiraju na istoj ravni stvarnosti i međusobno interaguju, nešto je što je već uvedeno u prošlosti od strane Ticijana. Upravo u Priči ni o kome, Dilan iz budućnosti spašava Dilana iz sadašnjosti. To je tema koja će se sigurno ponovo pojaviti u pričama, jer je to tipičan element dilanovskog kanona". 

## Inspiracija knjigama, stripovima i filmovima
Putovanje kroz ludnici Harleč na nekim mestima podseća na neke priče o Betmenu u ludnici Arkam, mestu gde su smešteni mnogi neprijatelji Tamnog Viteza. Veliki broj citata, više ili manje eksplicitnih, dolazi iz knjiga Mobi Dik do filma Ratovi zvezda pa sve do Eksperimenta doktora K. (u originalu The Fly, film iz 1958. godine). 

## Premijerno izdanje ove epizode
Veseli četvrtak je već ranije (20.10.2022) objavio ovu epizodu kao kolekcionarsko izdanje u boji na A4 formatu pod nazivom Dilan Dog 666 (Prvi tom i Drugi tom).

## Nastavak serijala posle ciklusa 666
Ovom epizodom se završava prezentacija novog Dilana, koji će nas odvesti nazad u orbitu Old Boya, u kojem će preživeti elementi novog pomešani sa starim Dilanom. Posle završetka ciklusa 666, Rekioni je najavio kombinovani serijal u kome će se ciklus 666 nastaviti, prepletati sa nezavisnim pričama od kojih je neke napisao Klaudije Kjaveroti.

## Prethodna i naredna epizoda
Prethodna sveska nosila je naslov Ubica (#196), a naredna Entitet (#198).